# Рогіз
Рогі́з (Typha) — єдиний рід рослин родини рогозових (Typhaceae).
Родова назва Typha утворена від грецького слова, що означає «дим», «палити» (за кольором темних, ніби обгорілих суцвіть)
Рогози нерідко називають комишем або очеретом. Місцеві назви: гороби́нець, чакан; поліський діал. очерет з качалками, горо́за; раги́ж; палки, 

## Опис
Рогози — багаторічні трав'янисті болотяні або прибережні рослини.

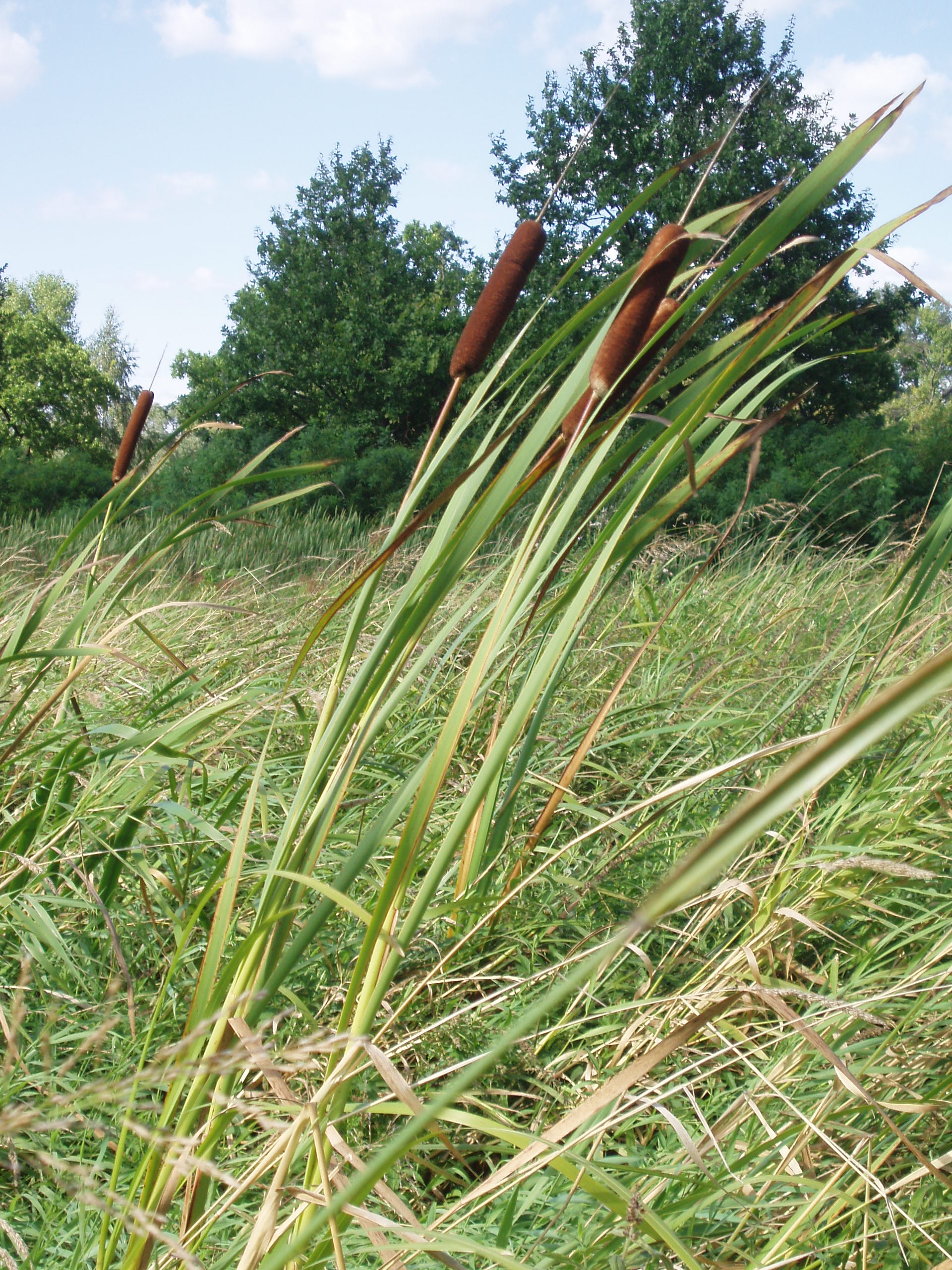
Рогіз широколистий (Typha latifolia)

Кореневище повзуче, потовщене.
Листки (пі́рце) — великі, лінійні, з довгими піхвами.
Квітки (зах.-поліс. говір кача́лка, сх.-поліський діал. качалки́, ко́тики) — одностатеві, без оцвітини, зібрані на верхівці стебла в колосоподібне циліндричне суцвіття. Суцвіття щільно складене з сирих волосків. До осені, коли насіння дозріє, волоски підсихають, і сама головка рогозу стає легкою і вже не такою міцною. Якщо чим-небудь зачепити її, то на цьому місці вже з'явиться невелика частка світлозабарвленого пуху. Цей пух підхопить вітер і розпушить до кінця. Таким чином на волосках-парашутиках розлетяться врізнобіч насінини рогозу. Тому насінини можуть поширюватись лише в суху погоду. Згодом, пушинки-парашутики потраплять на водне плесо і за допомогою вітру ще довго плистимуть. Пушинки-волоски довго не тонуть і тому не дають тонути насінню. Так пливуть вони декілька днів. Пізніше насінини опускаються на дно, зимують, а навесні починають проростати. Також поширюються вітром і взимку.
Плоди — дрібні, горішкоподібні. Насіннєва продуктивність рогозу надзвичайно велика, сходи дуже маленькі, ніжні, повільно ростуть і часто гинуть від різних причин. Повного розвитку досягають на 3-4-й рік життя.
В Україні рогози цвітуть у червні-липні.

## Поширення і види
Загалом у світі відомими є приблизно 40 видів рогозу, поширених від північного полярного кола до 30° пд. широти:
1. Typha albida(інші мови) Riedl(інші мови)
2. Typha alekseevii(інші мови) Mavrodiev(інші мови)
3. Typha androssovii(інші мови) Krasnova
4. Typha angustifolia L.
5. Typha austro-orientalis Mavrodiev(інші мови)
6. Typha azerbaijanensis(інші мови) Hamdi(інші мови) & Assadi(інші мови)
7. Typha biarmica(інші мови) Krasnova
8. Typha capensis(інші мови) (Rohrb.(інші мови)) N.E.Br.
9. Typha caspica(інші мови) Pobed.(інші мови)
10. Typha changbaiensis(інші мови) M.Jiang Wu(інші мови) & Y.T.Zhao(інші мови)
11. Typha davidiana(інші мови) (Kronf.(інші мови)) Hand.-Mazz.
12. Typha domingensis Pers.
13. Typha elephantina(інші мови) Roxb.
14. Typha ephemeroida(інші мови) Krasnova
15. Typha grossheimii(інші мови) Pobed.(інші мови)
16. Typha incana(інші мови) Kapit. & Dyukina
17. Typha joannis(інші мови) Mavrodiev(інші мови)
18. Typha kalatensis(інші мови) Assadi(інші мови) & Hamdi(інші мови)
19. Typha kamelinii(інші мови) Krasnova
20. Typha komarovii Krasnova
21. Typha kozlovii(інші мови) Krasnova
22. Typha krasnovae(інші мови) Doweld
23. Typha latifolia L.
24. Typha laxmannii Lepech.
25. Typha linnaei(інші мови) Mavrodiev & Kapit.
26. Typha lugdunensis(інші мови) P.Chabert(інші мови)
27. Typha minima Funck(інші мови)
28. Typha orientalis(інші мови) C.Presl
29. Typha pallida(інші мови) Pobed.(інші мови)
30. Typha paludosa(інші мови) Krasnova
31. Typha przewalskii(інші мови) Skvortsov(інші мови)
32. Typha shuttleworthii W.D.J.Koch & Sond.(інші мови)
33. Typha sinantropica(інші мови) Krasnova
34. Typha sistanica(інші мови) De Marco(інші мови) & Dinelli(інші мови)
35. Typha subulata(інші мови) Crespo(інші мови) & Pérez-Mor.(інші мови)
36. Typha tichomirovii(інші мови) Mavrodiev(інші мови)
37. Typha turcomanica(інші мови) Pobed.(інші мови)
38. Typha tzvelevii(інші мови) Mavrodiev(інші мови)
39. Typha valentinii(інші мови) Mavrodiev(інші мови)
40. Typha varsobica(інші мови) Krasnova

В Україні ростуть:
1. рогіз вузьколистий (Т. angustifolia L.)
2. рогіз каспійський(інші мови) (Т. caspica Pobed.)
3. рогіз південний (Т. domingensis Pers., syn. T. australis Schumach.)
4. рогіз Ґроссгейма(інші мови) (T. grossheimii Pobed.)
5. рогіз широколистий (Т. latifolia L.)
6. рогіз Ляксманна (T. laxmannii Lepech.)
7. рогіз малий (T. minima Funck)
8. рогіз сивий (T. shuttleworthii W.D.J.Koch & Sond.)

Стебла (до 2,5 м заввишки) цих двох видів утворюють зарості по болотах, у плавнях річок (зокрема, у плавнях долинах Дніпра, Дністра, Кубані й Дунаю), по берегах ставків.

## Практичне використання
Рогіз — цінна плетивна, волокниста, целюлозно-паперова, будівельна, харчова, кормова, лікарська і декоративна рослина.
Рогіз широко використовують на плетиво. Ручним способом з нього плетуть ажурні кошики і виготовляють кошики з щільної рогозової циновки, зітканої на вертикальному станку. З рогозів виготовляють також кулі і мати. Мати використовують у будівництві замість брезентів. З рогозів виготовляють красиві (з різноманітними рисунками) циновки на підлогу, плетеними косичками з рогозів оздоблюють спинки і сидіння вербових плетених меблів.
Волокно, одержане з листків і стебел рогозів шляхом біологічного вимочування або хімічного варіння, придатне для виготовлення мотузків, мішковини, матів, доріжок, а відходи волокна — для виготовлення повсті, паперу, картону.
Волоски, розміщені біля плодів, довгі (10-15 мм), целюлозні, утворюють компактну масу, бо в суцвітті їх дуже багато. Волоски суцвіття можна використовувати як набивний і пакувальний матеріал, а також у суміші з шерстю тварин для вироблення капелюхів (при виготовленні фетру), як домішка до тваринного пуху — при виробленні поярка. Рогозовий пух раніше використовували на підкладку для рятувальних жилетів і курток, крім того і досі застосовують для набивання поплавків, з яких складають плотики й пішоходні місточки. Рогозовий пух подеколи і зараз використовують і як теплоізоляційний матеріал.

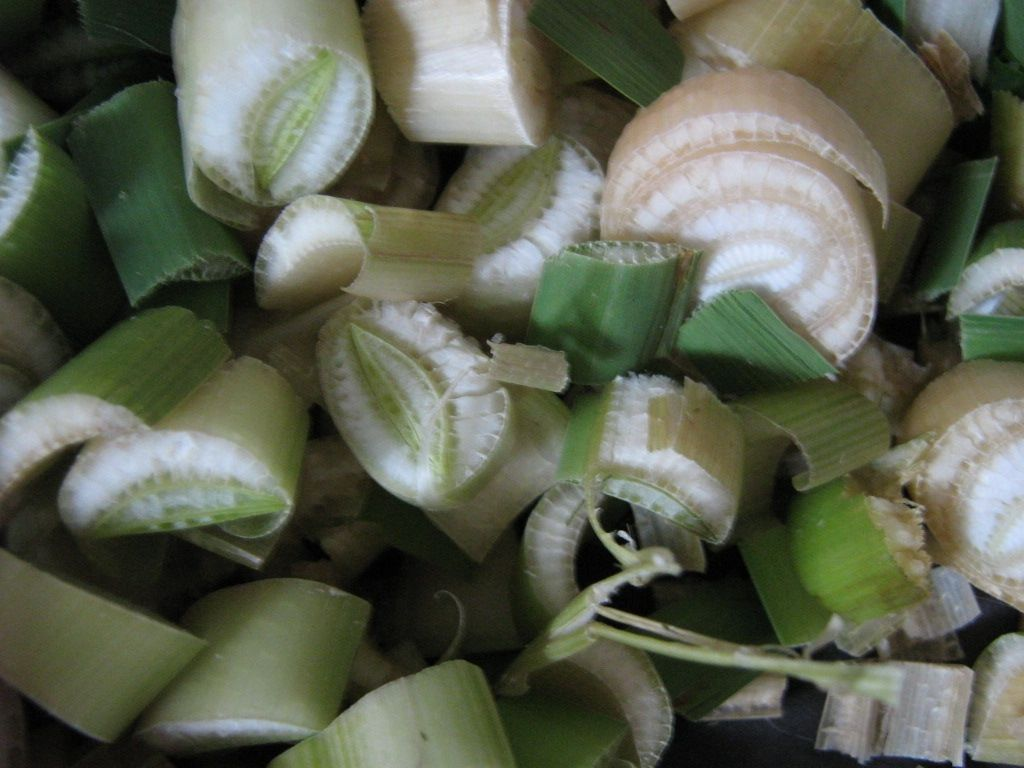
Зрізані й посічені стебла рогозу широколистого

Стебла рогозів використовують також як підв'язувальний матеріал у садівництві, виноградарстві, хмелярстві, декоративному садівництві тощо.
У безлісих районах стебла рогозів йдуть на будівництво тинів, покриття дахів, господарських будівель, на паливо.
Надземна частина рогозу широколистого містить 27,1 % целюлози, а вузьколистого — 29,2 % і разом з волосками можуть іти на виготовлення низьких сортів паперу й картону, а волоски є гарною сировиною для виробництва штучного шовку.

### У харчуванні
І хоча надземна частина рогозу широколистого містить значну кількість протеїну (10—17 %) і небагато жиру (1—2 %), вона не поїдається тваринами ні зеленою, ні вже висушеною, адже у фазі вегетації перебуває у воді або на топких болотах, відтак є для них недоступною, натомість підводна є цінним кормом для ондатри, хохулі звичайної тощо.
Люди раніше споживали молоді стебла сирими (зараз дуже рідко маринованими), а кореневища — печеними. За сучасності рогози зберігають певне значення як кормові рослини. Зокрема, рогіз дає добрий силосний матеріал, однак зелена маса для силосування непридатна, а от сухі кореневища, що містять багато крохмалю (25—58 % широколистий і відповідно 15—46 % вузьколистий) й до 10 % (широколистий) і до 7 % (вузьколистий) цукру придатні для відгодівлі свиней і виробництва спирту.
Очищені від старого відмерлого листя паростки й кореневища сушать, перемелюють або товчуть в ступці, протирають крізь дрібну тертушку. З одержаного борошна (з додаванням пшеничного або житнього) печуть смачні поживні коржики. У Карелії з розмеленого кореневища та житнього борошна готують хліб. Домішка не має перевищувати більше 50 %, інакше хліб стає крихким і швидко черствіє. Готуючи прісні коржики домішку рогозяного борошна можна довести до 60-70 %. Нерідко до борошна додають пилок від тичинкових суцвіть.
З кореневищ можна приготувати борошно й пекти хліб і навіть бісквіти. З цього ж борошна роблять кисіль. Для приготування борошна треба нарізати кореневища на скибочки в 0,5 — 1 сантиметр і сушити в печі, поки вони не будуть розламуватися з сухим тріском. Потім подрібнити в ступці або на кавовому млинку. Підсмажені шматочки кореневища можна вживати як каву, в сирому вигляді використовувати для відгодовування свиней. Відварені молоді пагони рогозу дуже ніжні і смаком нагадують спаржу. Молоді паростки відварюють, додають оцту та інших спецій і вживають замість грибів. Паростки можна маринувати в оцті.
Про використання рогозу в їжу згадується у Енеїді Котляревського: (“І ласощі все тільки їли ... Часник, рогіз, паслін, кислиці, Козельці, терн, глід, полуниці”; III, 118). Рогозу їли як їжу голоду селяни під час Голодомору в Україні.
Традиційно рогози використовували в народній медицині.

## Збирання, переробка та зберігання
Збирання рогозу стає можливим восени, коли стебла грубішають і в них міститься мало протеїну. Найкраще заготовляти рогіз для плетіння з 15 серпня по 1 жовтня, бо в цей час листки рогозу мають найбільшу міцність і гнучкість, але в багатьох місцевостях рогіз заготовляють при настанні заморозків.
Як підв'язувальний матеріал рогіз скошують у липні, пров'ялюють на сонці 2—3 доби, після чого нижню частину рослини (60 см завдовжки) відрізають і просушують протягом шести-семи днів. Висушений матеріал зберігається, а перед уживанням його намочують і розділяють на стрічки.